# Delphinium flexuosum
Delphinium flexuosum är en ranunkelväxtart som beskrevs av Friedrich August Marschall von Bieberstein. Delphinium flexuosum ingår i släktet storriddarsporrar, och familjen ranunkelväxter. Utöver nominatformen finns också underarten D. f. buschianum.

## Bildgalleri

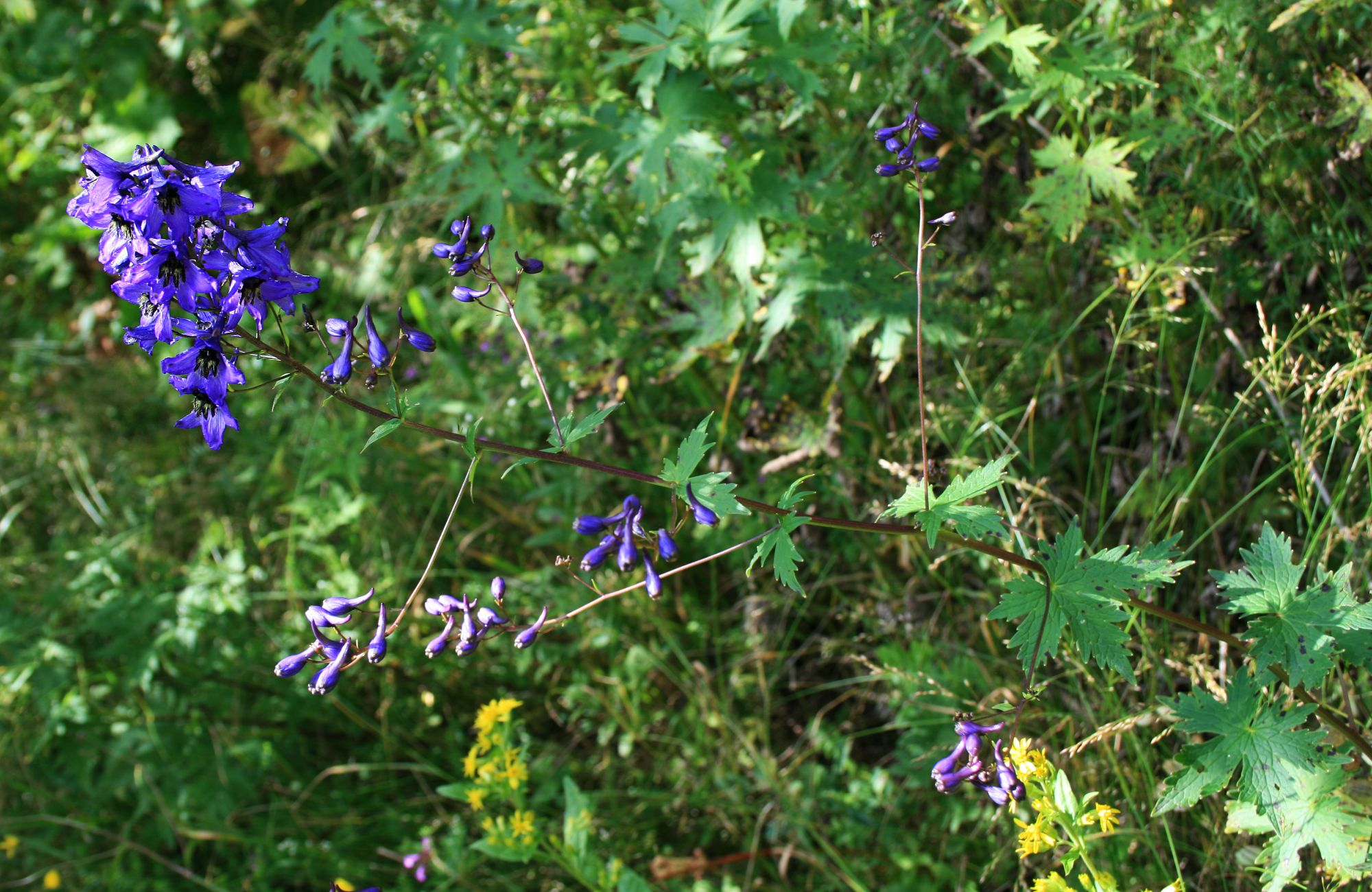